# Mike Cameron
Pour les articles homonymes, voir Cameron.
Michael Terrance Cameron (né le 8 janvier 1973 à LaGrange en Géorgie, États-Unis) est un voltigeur de centre ayant joué dans les Ligues majeures de baseball de 1995 à 2011. 
Trois fois gagnant d'un Gant doré pour ses performances en défensive au champ extérieur et invité une fois au match des étoiles, Mike Cameron est l'un des 15 joueurs dans toute l'histoire des majeures à avoir frappé 4 circuits dans un même match.

## Carrière
Mike Cameron fait ses débuts avec les White Sox de Chicago en 1995 et mérite un poste de voltigeur régulier avec l'équipe en 1997.
Après la saison 1998, il passe aux Reds de Cincinnati en retour de Paul Konerko. Il connaît en 1999 sa meilleure saison jusque-là, franchissant pour la première fois la barre de 20 circuits. Il en frappe 21, produit 66 points et vole 38 buts, son sommet en carrière. Ce sera sa seule saison à Cincinnati puisqu'en février 2000, les Reds transigent avec les Mariners pour acquérir la vedette Ken Griffey, Jr.. Cameron prend donc le chemin de Seattle avec ses coéquipiers Brett Tomko, Antonio Perez et le joueur des ligues mineures Jake Meyer.
En quatre années chez les Mariners, Cameron ne produira jamais moins que 76 points. Il frappe 25 circuits en 2001 et 2002, et produit un record personnel de 110 points en 2001, année de sa seule sélection au sein de l'équipe d'étoiles et de son premier Gant doré en défensive. 
Le 19 août 2001, Cameron produit 8 points dans une victoire de 10-2 de Seattle sur les Yankees de New York, égalant un record des Mariners établi en 1986 par Alvin Davis et égalé en 1995 par Mike Blowers.
Le 2 mai 2002, il cogne 4 coups de circuit en solo dans une victoire de 15-4 des Mariners sur les White Sox, à Chicago. Il devient le 15e joueur seulement de toute l'histoire des majeures à cogner 4 longues balles dans une même partie et le premier depuis Mark Whiten, des Cardinals de Saint-Louis, en 1993.
Il remporte son second Gant doré avec Seattle en 2003
Cameron joue pour les Mets de New York, avec qui il a signé un contrat à titre d'agent libre, en 2004 et 2005.
Avec l'acquisition de Carlos Beltran par les Mets en 2005, Mike Cameron est déplacé au champ droit pour laisser le champ centre libre au nouveau venu. Le 11 août, lors d'un match à San Diego, Beltran et Cameron entrent violemment en collision en tentant de saisir une balle. Les deux voltigeurs souffrent d'une commotion cérébrale, mais Cameron quittera le match sur une civière, avec de multiples fractures au visage.
Le 15 novembre 2005, Cameron est échangé aux Padres de San Diego contre Xavier Nady. 
Cameron remporte en 2006 un troisième Gant doré, un premier pour lui dans la Ligue nationale.
En 2007, il a été suspendu pour 25 parties après avoir été testé positif à un contrôle du baseball majeur contre les substances prohibées. Il dit avoir été testé positif pour usage d'amphétamine, et non de stéroïdes. Le 13 mars 2008, Cameron demande une exemption aux autorités de la ligue pour pouvoir utiliser certains stimulants (amphétamine) sans encourir de conséquences. Le joueur dit souffrir de syndrome post-commotionnel depuis sa collision avec Beltran au cours d'un match, et affirme être suivi par un neurologiste.
En 2008 et 2009, Mike Cameron évolue pour les Brewers de Milwaukee, avec qui il a signé un contrat comme agent libre. En décembre 2009, il signe un contrat de deux ans avec les Red Sox de Boston. Il est blessé durant la majorité de la saison 2010. Après une mauvaise première moitié de saison 2011
Malgré ses succès en saison régulière, Cameron a éprouvé des ennuis en matchs d'après-saison. En six séries éliminatoires et 27 parties avec Seattle, San Diego et Milwaukee, sa moyenne au bâton n'est que de ,174. Le 5 juillet 2011, il passe aux Marlins de la Floride contre une somme d'argent ou un joueur à être nommé plus tard. Il est libéré par les Marlins le 12 septembre.
Le 19 décembre 2011, Cameron signe un contrat des ligues mineures avec les Nationals de Washington. Cependant, malgré les efforts des Nationals pour le convaincre de se rapporter à l'équipe, il annonce sa retraite le 19 février 2012, citant le manque d'enthousiasme et le désir de passer plus de temps avec sa famille.

## Honneurs et exploits

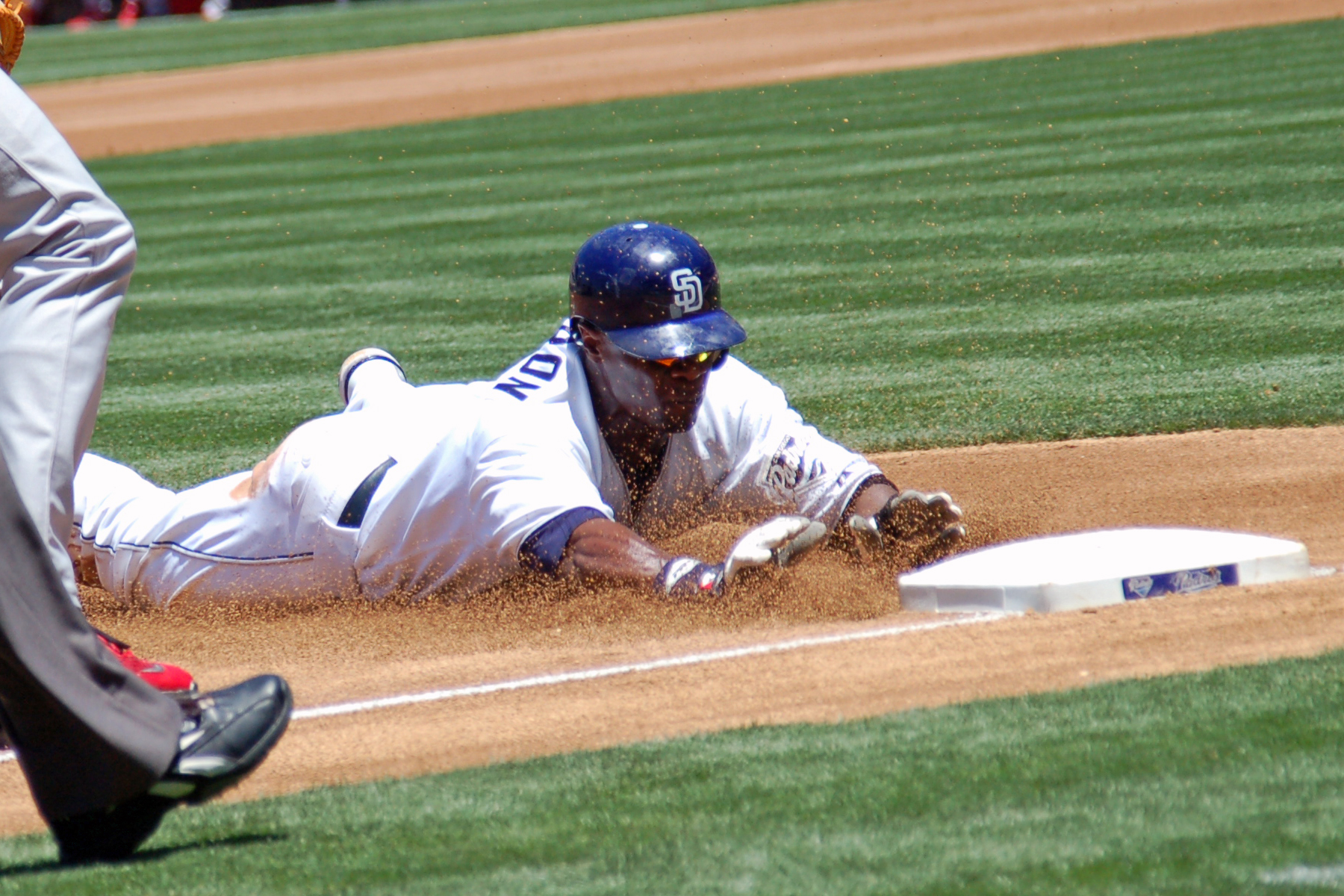
Mike Cameron vole un but pour les Padres.

- A participé à un match des étoiles (2001)
- A remporté trois Gants dorés à la position de voltigeur (2001, 2003, 2006).
- A connu un match de 4 coups de circuit, le 2 mai 2002.